# Alfred Chicken
Alfred Chicken är ett plattformsspel utvecklat av Twilight och utgivet av Mindscape. Spelet släpptes för Amiga, Amiga CD32, Game Boy, Nintendo Entertainment System, Super Nintendo Entertainment System 1993 respektive februari 1994, i Europa respektive Nordamerika. En europeisk exklusiv remake av spelet, med titeln Alfred's Adventure, utvecklades av Möbius Entertainment och släpptes av SCi för Game Boy Color i juni 2000. En annan remake, namngiven Alfred Chicken, utvecklades också av Monkey King, en division av Möbius Entertainment, och släpptes av Sony Computer Entertainment för Playstation 2002.
Man spelar som kycklingen Alfred, vars vänner har blivit bortrövade av plåtkycklingar. För att besegra dem och befria vännerna måste man ta sig genom flera nivåer fulla av fiender, och för att klara av en nivå måste man hitta alla ballonger och hacka på dem tills de flyger iväg.